# Akadier

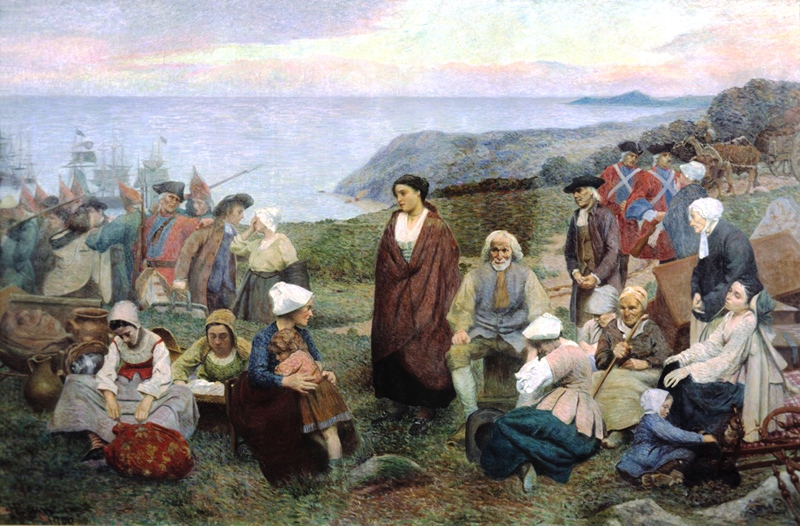
Akadiernas fördrivande

Akadier, acadier, är en fransktalande folkgrupp i Nordamerika som är ättlingar till de franska kolonister som under 1600-talet bosatte sig i Akadien, en koloni i Nya Frankrike. De fördrevs 1755 genom etnisk rensning. 

## Akadien
Kolonin var belägen i vad som nu är de kanadensiska provinserna Nova Scotia, New Brunswick och Prince Edward Island samt del av Québec och dagens Maine till Kennebecfloden. Akadien var en koloni i Nya Frankrike och var geografiskt och administrativt sett åtskilda från den franska kolonin Kanada (dagens Québec), vilket ledde till att akadier och quebecoiser utvecklade två ganska olika historier och kulturer.

## Akadierna
De bosättare vars ättlingar blev akadier kom från "alla regioner i Frankrike, men kom huvudsakligen direkt från städer".

## Etnisk rensning
Akadierna fördrevs från Akadien 1755 genom en av den brittiska regeringen beordrad etnisk rensning. De spreds ut över den nordatlantiska världen, många tog sin tillflykt till Louisiana och blev cajuner, en del letade sig tillbaka till sitt hemland. 